# Provincia Central del Norte (Sri Lanka)
La provincia Central del Norte (Cingalés: උතුරු මැද පළාත; Tamil: வட மத்திய மாகாணம்) es una de las nueve provincias de la República Democrática Socialista de Sri Lanka. Su capital es Anuradhapura. La provincia esta económicamente algo atrasada y, además no está muy poblada (tiene 1.040.963 residentes). La tierra de este lugar junto al clima brinda un ambiente propicio para el crecimiento de árboles tropicales. 
La superficie total de la provincia de Central del Norte es de 10.472 km².

## Distritos
Esta provincia de Sri Lanka se subdivide en solo un par de distritos:
- Anuradhapura (7.128 km²)
- Polonnaruwa (3.403 km²)